# دستورپریشی
دستورپریشی (به انگلیسی: agrammatism) نوعی اختلال زبانی است که در آن بیمار در تولید و درک جملات، به‌طور صحیح، دارای مشکل است. دستورپریشی ناشی از آسیب به ناحیه پریسیلوین تحتانی در نیمکره چپ مغز است. این اختلال در بیماری‌های مختلفی دیده می‌شود. برای نمونه زبان‌پریش‌های ورنیکه نیز در تولید و درک جملات دارای مشکل هستند. این اختلال زبانی در بیماران پارکینسون، بیماران آلزایمر نیز گزارش شده‌است علاوه براین در این نوع اختلال زبانی گزارش شده که بیماران در ساخت واژگانی که براساس مکانیسم قاعده تولید می‌شوند، دچار مشکل هستند.